# Gözleme

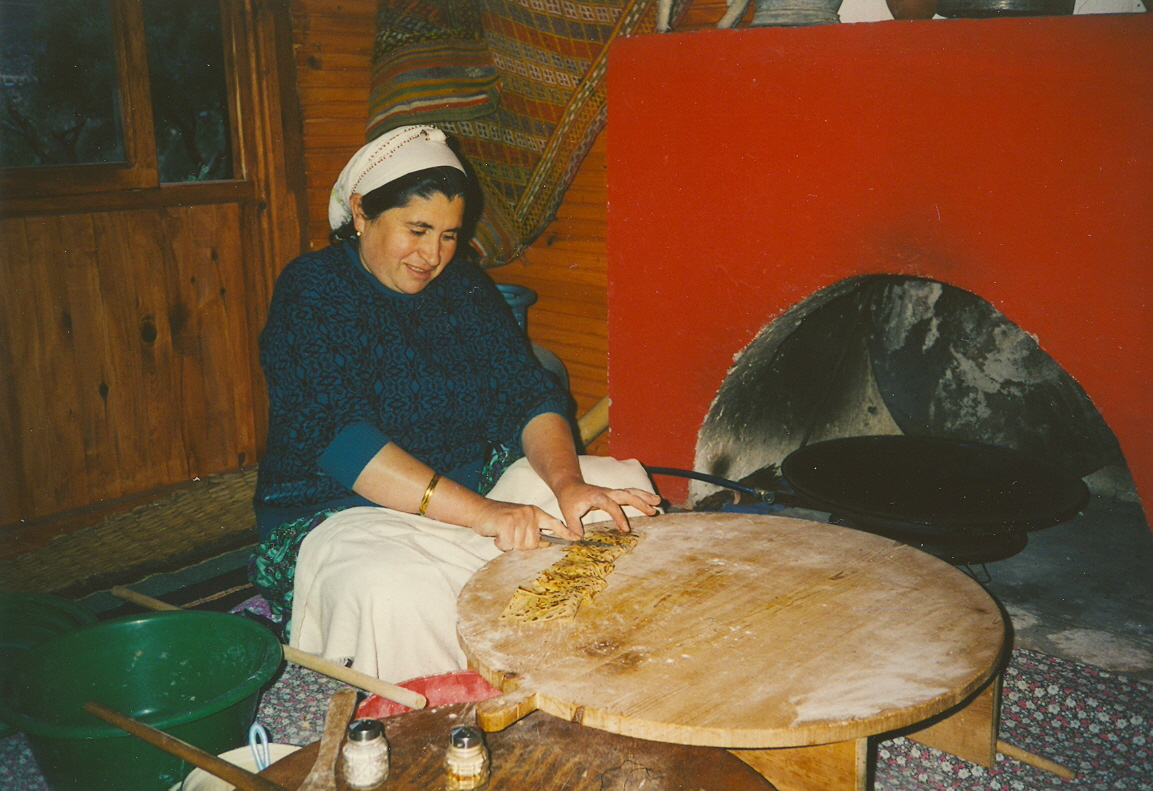
Preparazione del gözleme in un ristorante nei pressi di Antalya

Gözleme è un piatto tipico della cucina turca.
La pasta viene tirata a mano su grandi taglieri di legno appoggiati a terra. La pasta viene arrotolata, riempita con vari tipi di ripieni e cotta su una superficie di metallo rovente.
Il nome deriva dalla parola turca köz che significa brace.
I gözleme possono avere come ripieno:
- spinaci e feta
- spinaci, feta e carne macinata
- spinaci, feta e uova
- uova
- carne macinata e patate
- formaggio
- funghi

## Galleria d'immagini

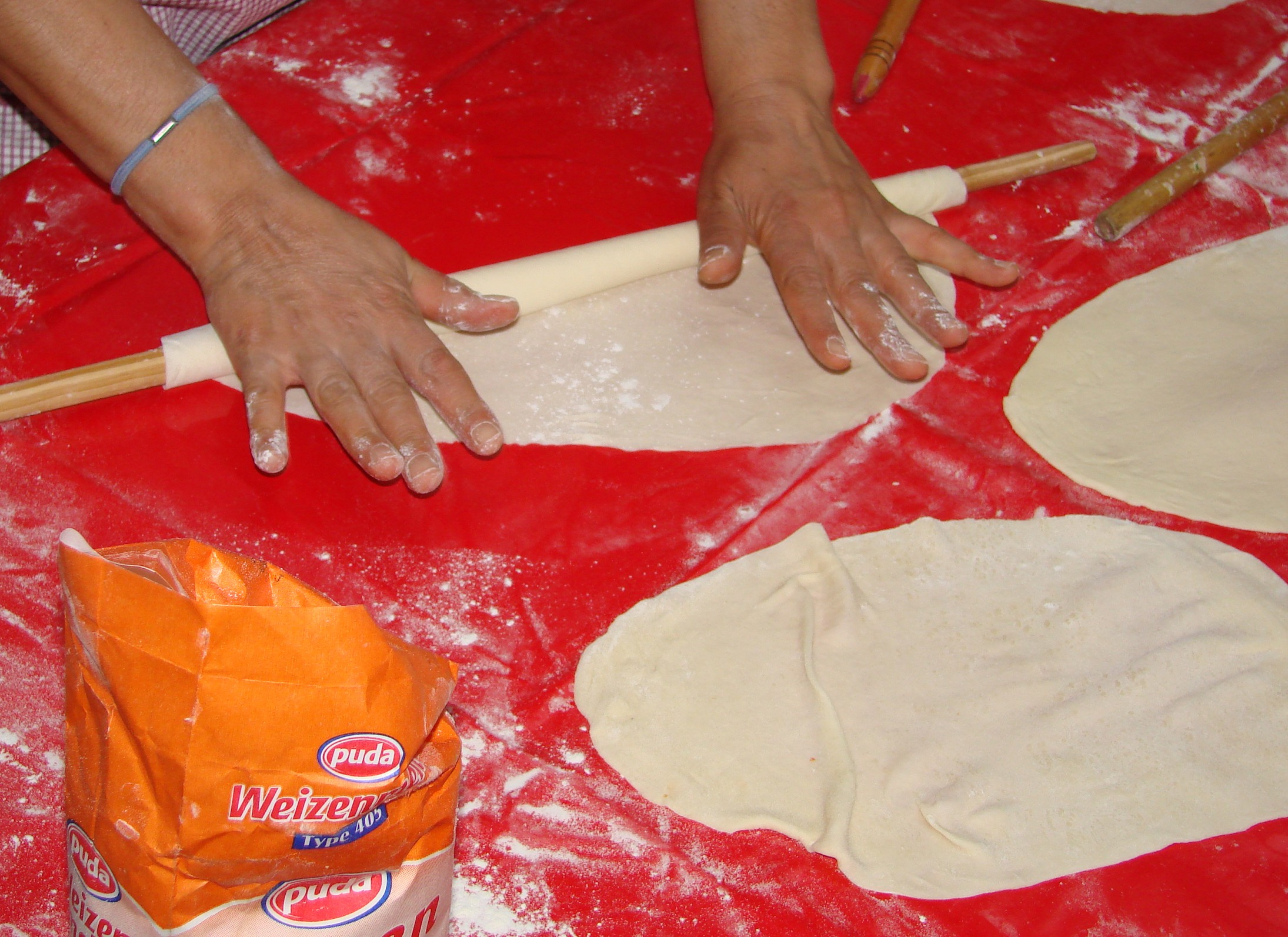
la pasta viene stesa
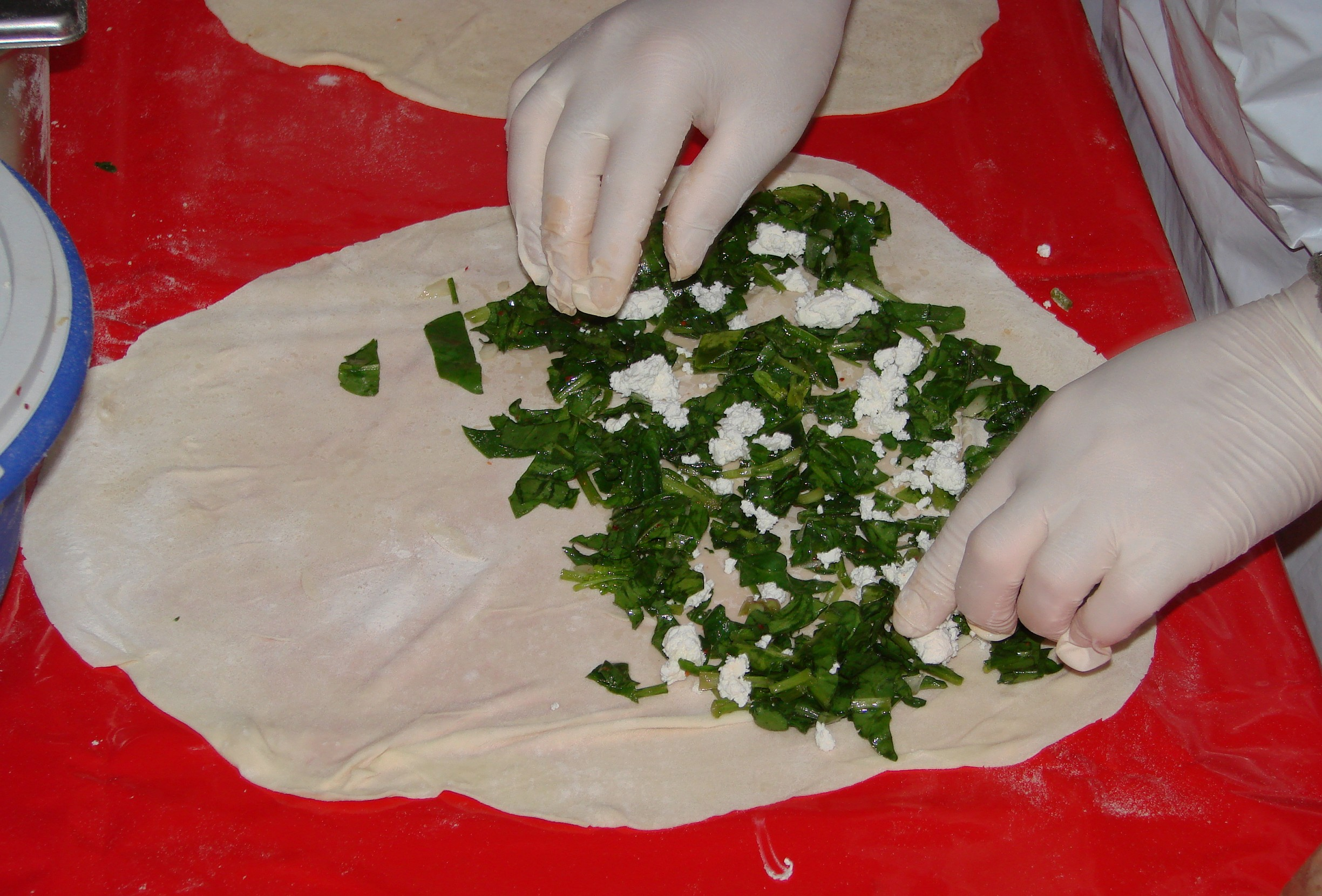
viene aggiunto il ripieno
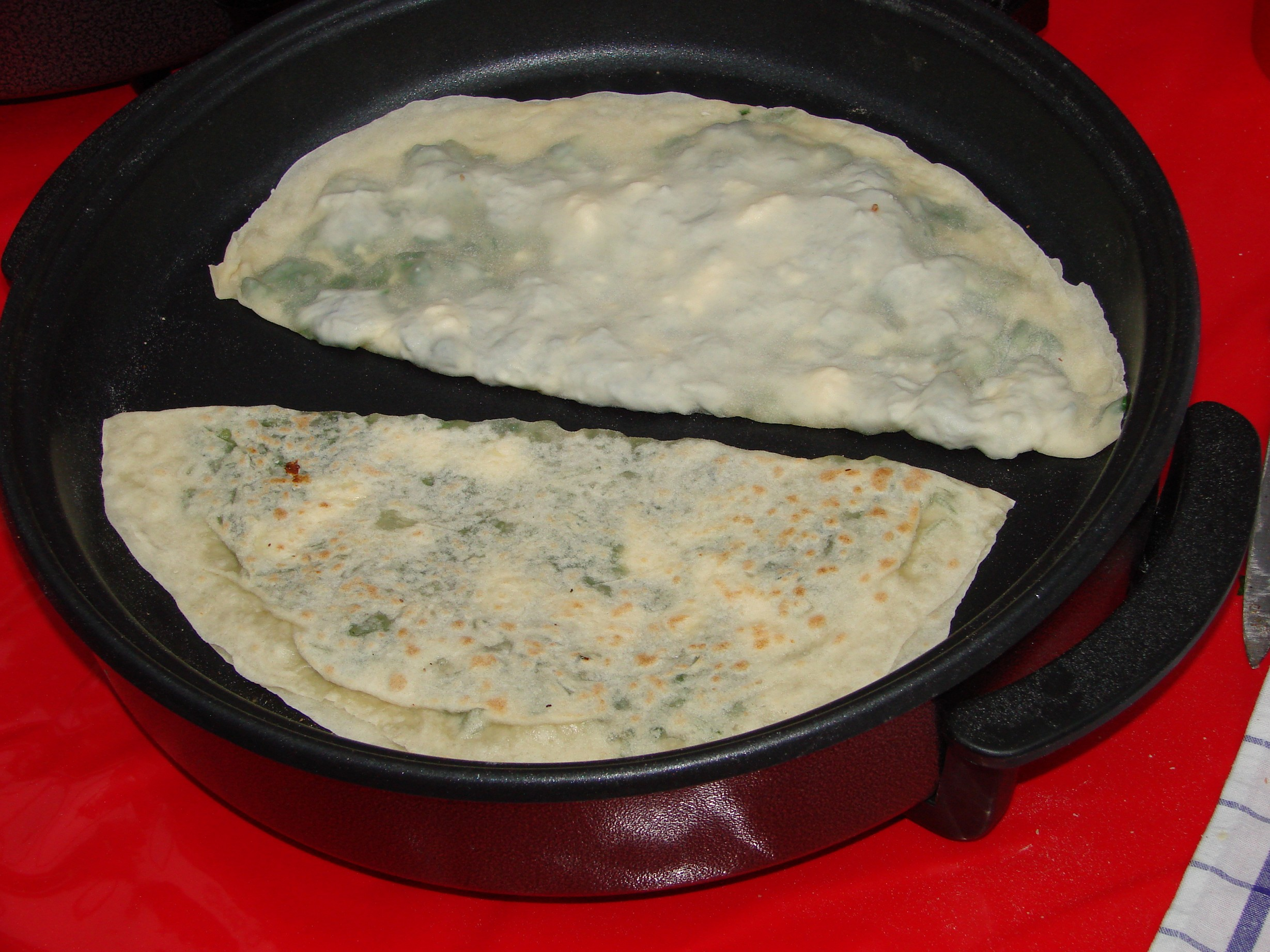
Gözleme cotta